# 食感
食感（しょっかん）とは、食物を口に入れた際に感じる、歯ごたえや舌ざわりなどの感じ。歯で噛んた際に感じる感覚、舌で触れた感覚、口腔内の皮膚感覚、喉を通過する際の感覚など指す。

## 概要
具体的には歯ごたえ、舌触り、喉ごしなどがある。味覚など他の感覚とともに「おいしさ」を構成するうえで重要な要素を占める。
英語では、味や匂いなど化学的刺激であるフレーバーに対し、堅さや粘性・付着性はテクスチャと呼ばれる。
煎餅、ビスケットなどでは歯ごたえ、グミやチューインガムなどでは噛みごたえ、ゼリーや豆腐などでは舌触り、うどんでは腰（こし）やのどごしなどが重要となる。

### 具体例
日本語では擬態語、擬音語で表現することが多い。
硬い系統
- ゴリゴリ - 硬い食感
- ガリガリ - 硬い食感
- カリカリ - 軽い音とともに崩れる
- サクサク - 軽い音とともに崩れる
- パリパリ - 薄くて硬い
- こりこり - 弾力があり、歯ごたえが良い感じ。「こりこりしたタクアン」のように使う。

柔らかい系統
- やわらか -柔らかい
- なめらか（滑らか） - 舌触りが滑らかな
- つるん - 滑らか。
- とろける - 口の中で溶けるように柔らかい
- とろっ -少しとろけるような
- とろっとろっ

軽い
- ふわふわ - 軽い
- ふわっ

弾力系
- ぷりぷり
- ぷるぷる
- ぷるん
- ぷにゅぷにゅ
- しこしこ - 歯ごたえがよく、弾力のある状態。麺類によく使う表現。

粘り系
- もったり - 粘り気がある
- もっちり - 粘りがあって、もちもちした感じ
- ねっとり - 水分を含んでいて、舌で滑らかに、べたつき感がある食感。焼き芋の一部の品種はねっとり系として人気になった[1]。

他
- シャキシャキ - 「シャキシャキのレタス」などと使う。
- ほくほく  - 柔らかくて、噛むとほぐれる感覚。「ホクホクした焼き芋」「ホクホクの男爵いも[2]」などと使う。
- パサパサ - 乾いている感じ

## 英語での種類
- crispy（クリスピー） -  サクサクした[3]
- crunchy（クランキー） - カリカリ[3]
- soft（ソフト）、tender（テンダー） - 柔らかい[3]
- chewy(チュウイー） - モチモチしている[3]
- fluffy（フラッフィー） - ふわふわ[3]
- sticky（スティッキー） - ネバネバしている[3]
- juicy（ジューシー） - 汁が湧き出る感じ

## 各食品の食感の例
- 焼き芋 - ホクホク系、しっとり系、ねっとり系がある[1]。それぞれの食感のファンがいる。
- うどん - 通常、口に入れたときの滑らかさと、噛んだときの歯ごたえがあるうどん、うどん独特のもっちりとした弾力と独特のコシを持つものが、良いうどんとされる。滑らかさやコシは、小麦粉の種類、生地のこねかた、熟成時間、麺の太さ、茹で時間や温度など様々な要因により変化するので、うどん職人は望みの滑らかさやコシを出すために工夫を重ねる。
- グミ - グミの食感は主に「柔らかさ」と「弾力」で特徴付けられる。柔らかいグミは、モチモチとしていて、噛んだらすぐにちぎれるほど柔らかいのが特徴で、一方、硬いグミは、弾力があり、噛みごたえがある。ソフト系グミ（モチモチ、ぷにぷに、ジューシー）とハード系グミ（噛みごたえ、歯ごたえ）に大別される。
- マカロン - 外側はサクサク、内側はしっとりとした食感（あるいはねっとりとした食感）。多くの人がその食感を目当てにマカロンを食べる。マカロンの生地は、アーモンドパウダー、砂糖、卵白が主な材料で、少しの焼き方の違いで食感が変り、ねちねちしたり、固くなったりすることもあり[4]、菓子職人でも望みの食感を出すことに苦労する、食感のコントロールの難しい菓子である。

## 他
人間の全感覚の中の食感？
人体の感覚は体性感覚と、味覚・嗅覚・視覚・聴覚からなる特殊感覚とに分けられ、体性感覚はさらに触覚、痛覚、温度覚からなる皮膚感覚（表面感覚）と位置・運動・重量の感覚からなる深部感覚に分類される。このうち食感は体性感覚として知覚される。
摂食過程と食感
- [要出典]口に入れる前 - 外観など、主に視覚による。
- [要出典]口に入れた瞬間 - 温度、舌触り、堅さ・脆さ、粘性、吸水性。味覚や嗅覚にも関係してくる。
- [要出典]咀嚼初期 - 歯ごたえ、付着性、回復性。咀嚼音など聴覚にも関係してくる。
- [要出典]咀嚼後期 - 食物の破壊度、水分・油分の変化。
- [要出典]食塊の形成 - 口腔内への広がり方、食塊の形成しやすさ。
- [要出典]嚥下 - 喉ごし、飲み込みやすさ。
- [要出典]嚥下した後 - 口腔内や喉への残存感。